# كمبوديا في الألعاب الأولمبية الصيفية 2012
كمبوديا في الألعاب الأولمبية الصيفية 2012 من المقرر ان تدخل كمبوديا للمنافسة في دورة ألعاب أولمبية صيفية 2012، لندن المملكة المتحدة، في الفترة من 27 يوليو - 12 أغسطس 2012. وستشارك ب 6 رياضي في 4 رياضة